# Lilyjets
Le Lilyjets erano un girl group norvegese attivo dal 2000 al 2011 e formato da Kine Lee Aksnes, Lisbeth Marie Mjaugeto e Tinki Tønseth Troye.

## Carriera
Le Lilyjets hanno iniziato a creare musica insieme da adolescenti e sono salite alla ribalta a metà anni 2000 grazie al loro singolo di debutto Going Blind, che ha raggiunto la 7ª posizione nella classifica svedese, la 10ª in quella norvegese e la 79ª in Germania. Il singolo successivo, Crave, è diventato la loro seconda top ten in Svezia raggiungendo il 9º posto, mentre quello ancora dopo, Perfect Picture (It Would Be Better), ha scalato la classifica norvegese fino al 7º posto, diventando il loro piazzamento migliore. Nell'autunno del 2006 è uscito il loro album di debutto, 3rd Floor, che ha raggiunto il 17º posto in Norvegia, vendendo più di 15 000 copie a livello nazionale. Nel 2007 le ragazze sono state candidate per il premio al miglior artista norvegese agli MTV Europe Music Awards.

## Discografia

### Album in studio
- 2006 – 3rd Floor

### Singoli
- 2005 – Going Blind
- 2005 – Crave
- 2006 – Perfect Picture (It Would Be Better)
- 2006 – Don't Let It Go to Your Head
- 2008 – Song for You
- 2009 – Save Me